# سهره بنگالی
سهرۀ بنگالی یا فنچ بنگالی (نام علمی: Lonchura striata domestica) یک زیرگونه اهلی‌شده از خانوادهٔ سهرگان ریز است. در ایالات متحده آمریکا بیشتر تحت عنوان سهره اجتماعی شناخته می‌شوند. طول آن ۱۰ سانتی‌متر است و از ویژگی‌های برجسته آن وجود نقطه‌های سفیدرنگ بر روی بدن است که آن را شبیه ببر می‌کند. موطن اصلی آن آسیا و کشور بنگلادش و هندوستان است. این نوع سهره در ایران دیده نشده‌است.

## رژیم غذایی
غذای اصلی این سهره از ارزن، دانه قناری و دانهٔ کتان تشکیل شده‌است. این نوع فنچ در اسارت از انواع میوه‌جات، سبزیجات، حبوبات، غلات پخته‌شده و جوانهٔ دانه‌ها و حشرات تغذیه می‌کند. تکثیر و نگهداری این سهره بسیار آسان است. برای تکثیر و پرورش سهره بنگالی، معمولاً از لانه‌های کاسه‌ای استفاده می‌شود. سهره‌های بنگالی علاقه‌مند هستند که به صورت گروهی زندگی کنند. سهره نر و ماده ۱۶ روز روی تخم‌ها می‌خوابند تا تخم‌ها تبدیل به جوجه شوند.